# Matthew Stirling
Pour les articles homonymes, voir Stirling.
Matthew Stirling (28 août 1896 - 23 janvier 1975) est un anthropologue et archéologue américain. Son nom est étroitement associé à la découverte de la civilisation olmèque.

## Biographie
Selon Stirling lui-même, son intérêt pour l'archéologie lui aurait été inspiré dès sa jeunesse par un de ses professeurs à la Gonzalez High School. En 1914, il entra à l'université de Californie. Bien qu'il se fût initialement destiné à des études de géologie, il fit finalement des études d'anthropologie. Après avoir interrompu ses études pendant la Première Guerre mondiale pour servir comme enseigne dans la United States Navy, il obtint son diplôme en 1920.
Lors d'un voyage en Europe cette même année, il eut l'occasion de voir à Berlin un petit masque de jade qui le fascina, bien que ni lui ni personne à l'époque ne sût qu'il s'agissait d'un objet olmèque. Il devint conservateur-adjoint du U.S. National Museum et obtint un M.A. de l'Université George Washington en 1922. Il mena ses premières fouilles aux États-Unis et au Pérou. De 1925 à 1927, il participa à une expédition organisée au cœur de la Nouvelle-Guinée hollandaise. De 1928 à 1958, il fut chef du Bureau of American Ethnology. En 1933, il épousa sa secrétaire Marion Illig, qui resta sa collaboratrice jusqu'à la fin de sa carrière.
En 1938, au cours d'un voyage au Mexique, il visita le site de Tres Zapotes où avait été découverte la première tête colossale olmèque. À son retour aux États-Unis, il en montra une photo à un éditeur du National Geographic. Par l'intermédiaire de ce dernier, il obtint le soutien de la national Geographic Society pour faire des fouilles sur place. Ce fut le point de départ d'une extraordinaire série de fouilles de sites olmèques, de Tres Zapotes en 1939-1940, à Cerro de las Mesas en 1941, La Venta en 1942-1943 et San Lorenzo en 1945. Son collègue Gordon Willey devait dire de lui qu'il fut le John Lloyd Stephens des Olmèques. Au Mexique, il se lia d'amitié avec Miguel Covarrubias, qui partageait sa passion pour les Olmèques. En 1942, il participa à la IIe Mesa Redonda de Tuxtla Gutierrez, qui devait lui rendre hommage, mais qui fut également le champ de bataille entre Stirling et ses amis Miguel Covarrubias et Alfonso Caso d'un côté et les mayanistes menés par Eric Thompson de l'autre. Ces derniers contestaient l'ancienneté de la civilisation olmèque. L'avenir devait leur donner tort.
Stirling, qui s'intéressait aux rapports entre la Mésoamérique et les civilisations précolombiennes d'Amérique du Sud mena par la suite des fouilles au Panama de 1948 à 1952, en Équateur en 1957 et au Costa Rica en 1964.